# Region Sikasso
Region Sikasso – jeden z 8 regionów w Mali, znajdujący się w południowej części kraju.

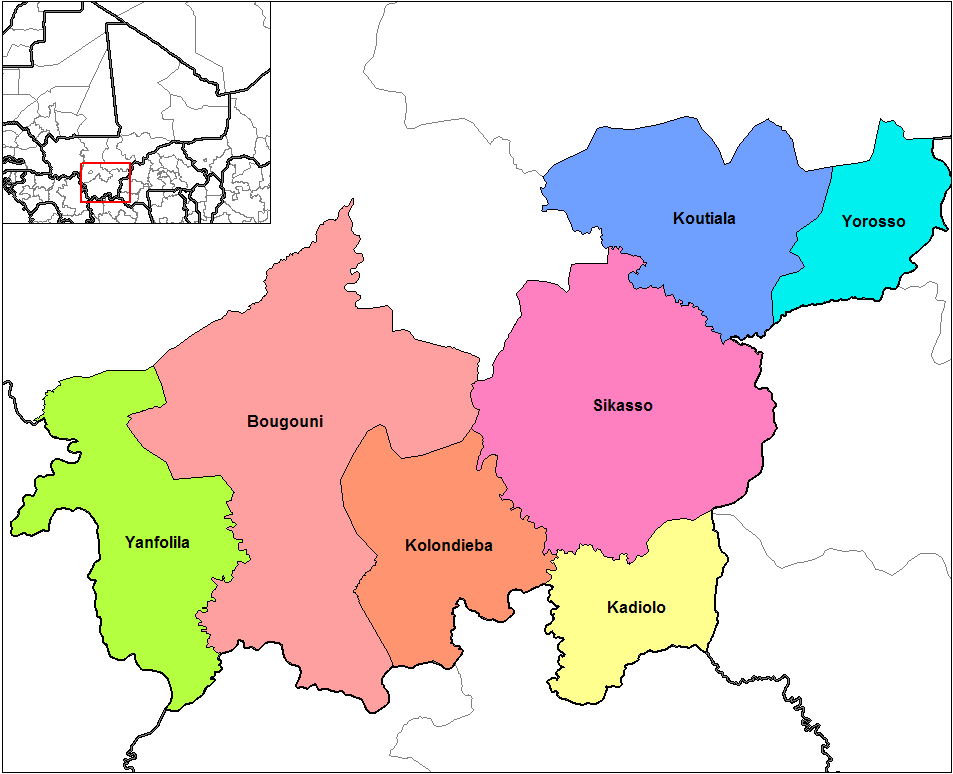
Okręgi regionu Sikasso